# ミバエ
ミバエ（実蠅）はハエ目ミバエ科 (Tephritidae) に属するハエの総称。ミバエ科は英語で"fruit flies"、いわば「果実蠅」と呼ばれている2つの科の中の1つである。もう一方の"fruit flies"のショウジョウバエ科にはキイロショウジョウバエなどのモデル生物として利用される種を含むショウジョウバエ属が含まれており、英語では"common fruit fly"と呼ばれて区別される。英名が似るためショウジョウバエとミバエは混同されることもあるが、ショウジョウバエはミギワバエ上科、ミバエはミバエ上科に属する。
ミバエは全世界で1999年現在約570属4,300種あまり、日本では2000年現在69属178種が記録されているが、新種記載、分類の再編、遺伝子解析により、ミバエ科の分類は絶えず更新されている。

## 概要
ミバエは農業において重要な位置を占める。一部の種は好ましくない影響を与えている一方で、好ましい影響を与えている種もある。様々な種が果物などの作物を害しており、例えばウリミバエなどのBactrocera 属のミバエは、農業に破壊的な影響を与えるため、世界的に悪名が高い。オリーブミバエ (Olive fruit fly - B. oleae) は、野生・栽培問わずオリーブのみを食樹とする単食性のハエで、オリーブの果実を害し、潜在的には収穫の100%を壊滅させることが可能である。日本ではカボチャミバエ（B. depressa）が時折カボチャなどを食害する。
その一方で、ある種のミバエは生物的防除に使われており、病害生物の低減に寄与している。しかし、その効果は再検討の対象となっている場合もあり、例えばUrophora 属の数種では、放牧地に害を与えるムラサキイガヤグルマギクやクロアザミ（どちらもヤグルマギク属）などの雑草に対して、これを天敵として制御するだけの効果が期待できるかどうかについては疑問視されている。
大部分のミバエは植物の組織内部に卵を産み、幼虫は孵化すると周囲の組織を食べ始める。成虫の寿命はふつう非常に短く、1週間未満のものもいる。
行動生態学の観点では、一部のミバエでは、交尾に際して顕著な儀式的行動や縄張り行動がみられる。ミバエの多くは明るい色彩を持ち、視覚的に目立つが、一部の種ではハチなどの危険な昆虫に似た色と模様になっており（ベイツ型擬態）、毒針を持たないながらも捕食者を避けることができる。

## 分類
ミバエ科はいくつかの亜科に分類されている。
- Blepharoneurinae（5属34種）
- ミバエ亜科Dacinae（41属1066種）
- Phytalmiinae（95属331種）
- Tachiniscinae（8属18種）
- ケブカミバエ亜科Tephritinae（211属1859種）
- ハマダラミバエ亜科Trypetinae（118属1012種）

## 関連記事
- チチュウカイミバエ
- ミカンコミバエ
- 不妊虫放飼#沖縄のウリミバエ